# Lin Fu-Kuen
Lin Fu-Kuen (chinesisch 林福坤; * 1941 in Keelung, Taiwan) ist ein taiwanisch-US-amerikanischer Genetiker. Als Mitarbeiter des Biotechkonzerns Amgen gelang ihm die Entschlüsselung des Gens für das Hormon Erythropoetin.

## Leben
Lin studierte an der National Taiwan University, wo er 1964 als Bachelor of Science und schließlich 1967 als Master of Science im Fachbereich Pflanzenphysiologie graduierte. Im selben Jahr ging er in die USA zu David Gottlieb, einem Pionier der Pilzphysiologie und Antibiotikaforschung von der University of Illinois at Urbana-Champaign, und promovierte dort 1971. Danach kehrte er zunächst nach Taiwan zurück, wo er unter anderem als wissenschaftlicher Mitarbeiter am botanischen Institut der Academia Sinica und als Extraordinarius der National Taiwan University arbeitete.
1981 wurde Lin Mitarbeiter in einer Forschungsgruppe bei Amgen, die sich mit den Möglichkeiten zur Herstellung eines rekombinanten humanen Erythropoetin (rhEPO) und dessen Anwendung bei der Behandlung von Blutarmut befasste. Als Leiter dieser Gruppe gelang ihm 1984 schließlich die Entschlüsselung des zugehörigen Gens (US-Patent 4,703,008) und bereits ein Jahr später die Expression eines pharmakologisch wirksamen rekombinanten Erythropoetins in Ovarialzellen des Chinesischen Streifenhamsters (Cricetulus griseus), eine so genannte CHO-Zelllinie. In klinischen Studien der Phasen I und II konnte ab 1986 an der University of Washington in Seattle nachgewiesen werden, dass die Therapie von Anämien mit rekombinantem Erythropoetin bei Krebs- und Nierenpatienten wesentlich nebenwirkungsärmer ist als Behandlungen mit Bluttransfusionen. 1989 schließlich erhielt Amgen die Zulassung durch die Food and Drug Administration für die Vermarktung des rekombinanten Erythropoetinpräparats Epogen.
Als Direktor der Abteilung für biomedizinische Wissenschaften bei Amgen war Lin in der Folge an der Entwicklung neuer Pharmazeutika und an molekularbiologischen Studien über deren Wirkungsweise beteiligt. 1998 schied Fu-Kuen Lin als Pensionär bei Amgen aus.